# Landespatron
Als Landespatron wird in der Tradition der römisch-katholischen Kirche ein Heiliger bezeichnet, der in einem österreichischen Bundesland als Schutzpatron ausgerufen wurde. Der Feiertag des jeweiligen Patrons ist oft ein schulfreier Tag, aber kein genereller Feiertag.
Österreichische Landespatrone: (siehe auch Artikel Liste der Schutzpatrone)
- Burgenland: Hl. Martin (11. November)
- Kärnten: Hl. Josef (19. März), Hl. Hemma von Gurk (27. Juni)[1]
- Niederösterreich: Hl. Leopold (15. November)
- Oberösterreich: Hl. Florian[2] (4. Mai) und Hl. Leopold (15. November)
- Salzburg: Hl. Rupert (24. September), Hl. Erentrudis (30. Juni)[3]
- Steiermark: Hl. Josef (19. März)
- Tirol: Hl. Josef (19. März) und Hl. Georg (23. April)
- Vorarlberg: Hl. Josef (19. März)
- Wien: Hl. Leopold (15. November) und Hl. Klemens Maria Hofbauer (Stadtpatron, 15. März)[4]

Mit Feiertag am 28. September gilt darüber hinaus der Hl. Wenzel von Böhmen als Landespatron von Böhmen.